# Leucauge lombokiana
Leucauge lombokiana är en spindelart som beskrevs av Embrik Strand 1913. Leucauge lombokiana ingår i släktet Leucauge och familjen käkspindlar. Inga underarter finns listade i Catalogue of Life.